# Orchestre National de France

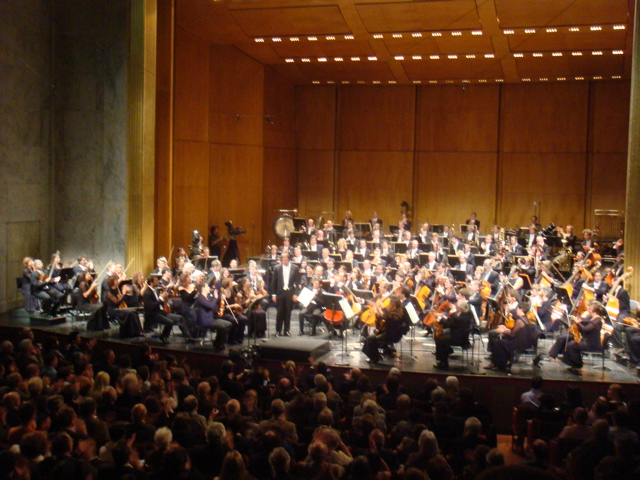
Orchestre National de France (2009)

Das Orchestre National de France (französisches Nationalorchester) ist ein Orchester von Radio France. Es ist auch bekannt als „Orchestre National de la Radiodiffusion Française“ (Nationales französisches Rundfunkorchester) und als „Orchestre National de l’ORTF“, wobei „ORTF“ ein Akronym für Office de Radiodiffusion Télévision Française ist.
Das Orchester wurde 1934 gegründet, das Repertoire ist an Debussy und Ravel ausgerichtet. Seit 1944 ist das Orchester im Théâtre des Champs-Élysées in Paris beheimatet, wo es auch gelegentlich für Opernproduktionen eingesetzt wird. Einige Konzerte werden auch im Olivier-Messiaen-Auditorium im Maison de Radio France aufgenommen (auch bekannt als Maison de la Radio). Radio France nimmt alle Konzerte des Orchesters auf. 2002 wurde Kurt Masur Musikdirektor des Orchesters, 2017 Emmanuel Krivine. Seit September 2020 hat Cristian Măcelaru diese Position inne.
1985 gewann die Aufnahme des Orchesters von Georges Bizets Carmen, zusammen mit dem Chœurs et Maîtrise de Radio France, unter der Leitung von Lorin Maazel den Grammy als Bestes Klassik-Album.

## Le Concert de Paris
Seit 2013 spielt das Orchester jeweils am 14. Juli ein von der Stadt Paris und Radio France organisiertes Open Air Concert mit überwiegend klassischer Musik Le Concert de Paris bei freiem Eintritt mit hervorragenden Solisten und einem anschließenden Feuerwerk. Bei der Aufführung 2024 gab es dabei zusätzlich 1000 leuchtende Drohnen, die beim Feuerwerk um den Eiffelturm flogen.

## Musikdirektoren
1934–1944 Désiré-Émile Inghelbrecht (1880–1965)
1944–1947 Manuel Rosenthal (1904–2003)
1947–1951 Roger Désormière (1898–1963)
1951–1960 André Cluytens (1905–1967)
1960–1967 Maurice Le Roux (1923–1992)
1968–1973 Jean Martinon (1910–1976)
1973–1975 Sergiu Celibidache (1912–1996)
1977–1991 Lorin Maazel (1930–2014)
1991–2001 Charles Dutoit (* 1936)
2002–2008 Kurt Masur (1927–2015)
2008–2016 Daniele Gatti (* 1961)
2017–2020 Emmanuel Krivine (* 1947)
seit 2020 Cristian Măcelaru (* 1980)